# Terminal Cuenca del Plata
Terminal Cuenca del Plata (TCP) es una terminal especializada en contenedores que opera en el puerto de Montevideo (Uruguay) desde 2001. Es una empresa mixta, cuyos capitales corresponden a la multinacional belga Katoen Natie (80%) y la Administración Nacional de Puertos (20%), asociación de un ente público uruguayo con capitales privados, amparada en el Decreto 137/2001, por la cual le concede la administración y operación de la terminal de contenedores del puerto de Montevideo, por el plazo de 30 años.

## Creación y funcionamiento
La concesión de la terminal fue obtenida en remate público en el año 2001, con una oferta de US$17.000.000 de la empresa Katoen Natie. Está habilitada para operar solo con contenedores cargados en los barcos que salen de Uruguay para exportación y descargados de los barcos que llegan con importaciones. Además, opera en barcos en tránsito que llegan al puerto de Montevideo para cambiar de embarcación, generalmente desde y hacia Paraguay. Ocupa unos 400 empleados.

## Muelle de escala
El muelle tiene 638 m de longitud, lo cual permite recibir barcos de más de 330 m de eslora y 48 m de manga.
El muelle original, en el año 2001, tenía 228 m. La empresa lo amplió mediante una obra que ganó 25 há de terreno al mar, con lo cual posee una capacidad para operar 1.100.000 contenedores por año. La ampliación de la terminal fue inaugurada oficialmente el 12 de octubre de 2009, por parte del presidente de la república, Tabaré Vázquez.

### Hallazgo arqueológico
Durante las operaciones de dragado de la bahía de Montevideo, emergieron del lecho del río una serie de piezas arqueológicas, algunas de las cuales fueron identificadas como partes del mascardón de proa de la fragata Atrevida, perteneciente a la armada española de fines del siglo XVIII.  Las mismas se exhiben en el edificio donde funciona la administración de la empresa Katoen Natie en la calle Buenos Aires Nº 275.

## Equipamiento
Consta de 7 grúas pórtico, 4 de las cuales son Super Post-Panamax, con alcance para mover 22 filas de contenedores, adecuadas al gran tamaño de los barcos portacontenedores. Se llaman Straddle Carriers, tienen un valor aproximado de un millón de euros cada una, y es la única terminal de América Latina que las utiliza. Miden 85 m de altura, pesan 1650 toneladas, permiten manipular 4 contenedores simultáneamente. El manejo se realiza, básicamente, por medios informáticos. Estas 4 grúas fueron instaladas en 2011, a 10 años de su inauguración, cuando la empresa había invertido 200 millones de dólares en mejoras de la terminal
La mayoría de las cargas utilizan contenedores secos y la mercadería perecedera utiliza contenedores refrigerados que aseguran la cadena de frío adecuada al producto y permiten que se concentren en el puerto de Montevideo cargas de carne fruta, pescado, queso, etc. provenientes de los países limítrofes.
También se usan otros tipos de contenedores, como flat rack (para vehículos), tanque (para líquidos), open top (para cargas altas).

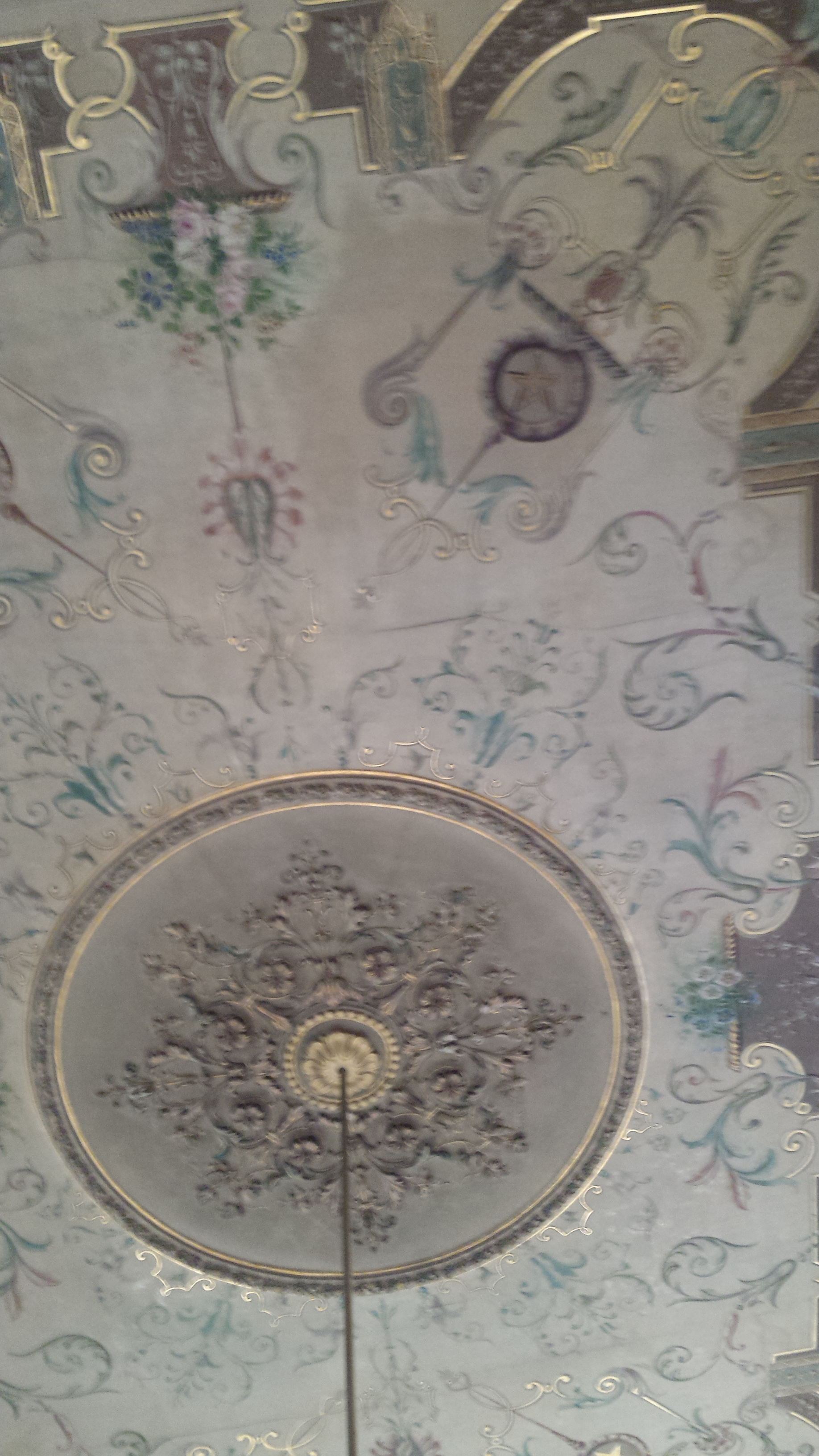
detalle del techo de una sala del edificio patrimonial sede de las oficinas de TCP

## Responsabilidad social empresarial
El grupo Katoen Natie colabora en diferentes áreas de interés social en Uruguay:
- apoyo a la división Cultura de la Intendencia Municipal de Montevideo[10]  y a algunas comparsas de carnaval
- Día del Patrimonio,[7] día de Reyes Magos[11]  y comisión de vecinos de  Ciudad Vieja.
- programa de Seguridad y salud ocupacional
- programa de reciclaje de deshechos, acuerdo con la ONG REPAPEL[12]
- apoyo a Baby Fútbol en Ciudad Vieja

Las oficinas administrativas de la empresa funcionan en un edificio histórico, la ex embajada de Francia, que fue totalmente restaurado y aloja piezas muy valiosas, que pueden apreciarse cuando se abre a la visita del público el Día del Patrimonio con eventos culturales.